# C/2017 O1 ASASSN
C/2017 O1 ASASSN è una cometa non periodica scoperta il 19 luglio 2017 dal programma di ricerca astronomica All Sky Automated Survey for SuperNovae dalla sua stazione osservativa Cassius situata all'Osservatorio di Cerro Tololo in Cile.